# モーゼス・キプタヌイ
モーゼス・キプタヌイ (Moses Kiptanui、1970年10月1日-)は、ケニアの陸上競技選手である。3000m障害と5000mの元世界記録保持者である。
1991年の世界陸上選手権の3000m障害で優勝したキプタヌイは、翌年開催された1992年バルセロナオリンピックでは、ケニアでの選考会で敗退し、オリンピックには出場できなかった。しかし、その直後3000mで7分28秒96の世界新記録を樹立した。さらにその3日後には3000m障害でも8分2秒08の世界新記録を達成した。
1995年には5000mで12分55秒30の世界新記録を樹立、その後イェーテボリで開催された世界陸上選手権で3000m障害を3連覇を達成した後、3000m障害で史上初めて8分台の壁を破る7分59秒18の世界新記録を達成した。

## 主な実績
| 年   | 大会                     | 場所                         | 種目      | 結果 | 記録     |
| ---- | ------------------------ | ---------------------------- | --------- | ---- | -------- |
| 1990 | アフリカ陸上選手権       | カイロ（エジプト）           | 1500m     | 金   | 3:39.51  |
| 1990 | 世界ジュニア陸上選手権   | プロヴディフ（ブルガリア）   | 1500m     | 金   | 3:38.32  |
| 1991 | オールアフリカゲームズ   | カイロ（エジプト）           | 3000m障害 | 金   | 8:27.09  |
| 1991 | 世界陸上選手権           | 東京（日本）                 | 3000m障害 | 金   | 8:12.59  |
| 1993 | 世界陸上選手権           | シュトゥットガルト（ドイツ） | 3000m障害 | 金   | 8:06.36  |
| 1993 | IAAFグランプリファイナル | ロンドン（イギリス）         | 3000m障害 | 銀   | 8:15.66  |
| 1994 | IAAFグランプリファイナル | パリ（フランス）             | 5000m     | 銅   | 13:14.93 |
| 1995 | 世界陸上選手権           | イェーテボリ（スウェーデン） | 3000m障害 | 金   | 8:04.16  |
| 1995 | IAAFグランプリファイナル | （モナコ）                   | 3000m障害 | 金   | 8:02.45  |
| 1996 | オリンピック             | アトランタ（アメリカ合衆国） | 3000m障害 | 銀   | 8:08.33  |
| 1997 | 世界陸上選手権           | アテネ（ギリシャ）           | 3000m障害 | 銀   | 8:06.04  |
| 1997 | IAAFグランプリファイナル | 福岡（日本）                 | 3000m障害 | 銀   | 8:21.87  |

## 自己ベスト
- 3000m - 7:27.18 (1995年)世界歴代8位
- 5000m - 12:54.85 (1996年)
- 3000m障害 - 7:56.16 (1997年)世界歴代7位